# Tage Grönwall
Tage Holm Fredrik Grönwall, född 7 februari 1903 i Hedvig Eleonora församling, Stockholm, död 6 mars 1988 i Engelbrekts församling, Stockholm, var en svensk diplomat och jurist.

## Biografi
Grönwall var son till generalkonsul, fil dr Fredrik Grönwall och Anna Holm. Han tog studentexamen i Djursholm 1921, juris kandidatexamen vid Stockholms högskola 1927 och gjorde tingstjänstgöring 1928-1930 i Lindes domsagas tingslag innan han blev attaché vid Utrikesdepartementet (UD) 1930. Grönwall tjänstgjorde i Paris 1931, London 1932, Dublin 1933, Wien, Belgrad och Budapest 1934. Han var tillförordnad förste sekreterare vid UD 1937 (tillförordnad andre sekreterare 1934), tillförordnad förste legationssekreterare i London 1939-1940, tillförordnad byråchef vid UD 1943 och beskickningsråd i Rom 1947-1951. Grönwall var därefter sändebud i Aten 1951-1956 och 1962-1965, Tokyo 1956-1962, även Seoul 1959-1962 samt Bryssel 1965-1969.
Han var ordförande i Stockholms högskolas juridiska förening 1927, medarbetare i Svensk Juristtidning 1941-1947, ledamot i Flyktkapitalbyrån 1945-1947, ombud vid förhandlingar i handelspolitiska frågor i Stockholm 1945, Washington, D.C. 1946, Rom 1948, Annecy 1949, medlare vid Neutrala nationernas övervakningskommission i Korea 1954-1955 och 1969-1970, styrelseordförande i Solvay Svenska AB 1969-1979 och introduktör för främmande sändebud 1975-1979 samt ordförande i Svensk-belgiska föreningen 1976-1979.
Han gifte sig 1929 med Inger Ericson (född 1908), dotter till amiral Hans Ericson och Elin Gadelius. Han var far till Anita (född 1930) och Hans-Fredrik (född 1939).

## Utmärkelser
Grönwalls utmärkelser:
- Kommendör av 1. klass av Nordstjärneorden (KNO1kl)
- Storkorset av Grekiska Fenixorden (StkGrFenO)
- Kommendör av Norska Sankt Olavsorden (KNS:tOO)
- Officer av Litauiska Vytautas orden (OffLitVytO)
- Officer av Polska orden Polonia Restituta (OffPolRest)
- Riddare av Belgiska Kronorden (RBKrO)